# Takumi Hojo
Takumi Hojo (1996) es un deportista japonés que compite en triatlón. Ganó una medalla en los Juegos Asiáticos de 2022 y cuatro medallas en el Campeonato Asiático de Triatlón entre los años 2019 y 2024.

## Palmarés internacional
| Juegos Asiáticos    | Juegos Asiáticos         | Juegos Asiáticos | Juegos Asiáticos |
| Año                 | Lugar                    | Medalla          | Prueba           |
| ------------------- | ------------------------ | ---------------- | ---------------- |
| 2022                | Hangzhou (China)         | Medalla de oro   | Relevo mixto     |
| Campeonato Asiático |                          |                  |                  |
| Año                 | Lugar                    | Medalla          | Prueba           |
| 2019                | Gyeongju (Corea del Sur) | Medalla de oro   | Relevo mixto     |
| 2019                | Gyeongju (Corea del Sur) | Medalla de plata | Individual       |
| 2021                | Hatsukaichi (Japón)      | Medalla de plata | Individual       |
| 2024                | Hatsukaichi (Japón)      | Medalla de plata | Individual       |